# Hiërogliefenlijst van Gardiner
De Hiërogliefenlijst van Gardiner is een lijst van Egyptische hiërogliefen samengesteld door Alan Gardiner. De lijst wordt door egyptologen gehanteerd als standaard-indeling bij het bestuderen van en verwijzen naar Egyptische hiërogliefen.

## Over de lijst

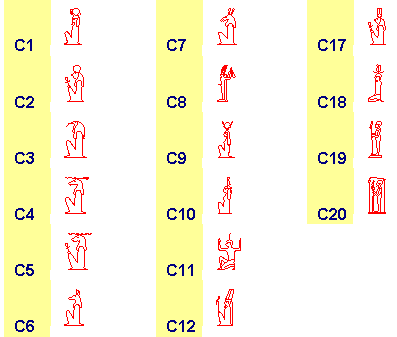
Voorbeeld van de hiërogliefenlijst van Gardiner

De lijst die Alan Gardiner maakte worden de hiërogliefen gegroepeerd naar thema, zoals goden. De tekens in zo'n groep worden genummerd, bijvoorbeeld: C1, C2, C3, C4.
In de lijst zijn ook de verticale en horizontale vormen van de hiërogliefen opgenomen. Het zijn de meest algemene tekens die in de lijst zijn opgenomen, zeer specifieke hiërogliefen die uit één of twee bronnen bekend zijn worden niet besproken.

## Groepen van tekens
De lijst is onderverdeeld in:
- A. De man en zijn bezigheden
- B. De vrouw en haar bezigheden
- C. Goden
- D. Lichaamsdelen
- E. Zoogdieren
- F. Delen van zoogdieren
- G. Vogels
- H. Delen van vogels
- I. Amfibieën
- K. Vissen
- L. Insecten
- M. Bomen en planten
- N. Hemel, aarde en water
- O. Tempel, paleizen en onderdelen van tempels
- P. Schepen en delen van schepen
- Q. Huis- en grafmeubels
- R. Tempelmeubels en heilige emblemen
- S. Kronen en scepters
- T. Wapens, jagen en slagerij
- U. Ambachten en beroepen
- V. Touwen en opbergvoorwerpen
- W. Stenen- en aardewerken vaten
- X. Broden
- Y. Schrijversvoorwerpen, spellen en muziek
- Z. Strepen en tekens uit het hiëratisch
- Aa. Onbekende en ongeïdentificeerde tekens

## Bron
- Maria Carmela Betrò, Hiërogliefen: De beeldtaal van het oude Egypte.